# MSTelcom
MSTelcom (Mercury Telecommunication Services SARL) est une filiale du groupe Sonangol, la compagnie pétrolière nationale angolaise. MSTelcom offre des services de télécommunications pour l'industrie pétrolière, mais aussi pour les particuliers et les entreprises (téléphone VSAT, réseau d'entreprise...). 